# Lothar Penz
Lothar Penz (né en 1931) est un machiniste, ingénieur technique, activiste national-révolutionnaire et journaliste allemand.
Il est considéré comme un représentant et cofondateur de la Neue Recht.

## Jeunesse
Selon ses propres déclarations, Penz a grandi à Berlin jusqu'à l'âge de quatorze ans et a fréquenté le Berlinisches Gymnasium zum Grauen Kloster. En 1945, il commence un apprentissage de monteur de machines dans un chantier naval. Il a ensuite étudié le génie mécanique et est devenu ingénieur dans une école technique.

## Engagement politique
En 1964, Penz fonde à Hambourg un groupe de travail appelé « Forum de la Jeunesse », qui publie également sa propre publication. Henning Eichberg, par exemple, en était également membre. Ce forum représentait une vision du monde ethno-nationalistes et ethno-différencialiste.
En 1974, Penz a cofondé le « Mouvement populaire solidaire » (plus tard l’« Association des solidaristes allemands »). Cela appelait une troisième voie au-delà du socialisme et du capitalisme. En outre, elle a contribué à la construction de la Liste verte pour la protection de l'environnement, qui a ensuite fusionné avec le Parti vert,.

### Publications
- Die Re-Evolution ist anders, Books on Demand GmbH, Norderstedt 1974
- Liberalismus Marxismus Naturalismus „Limanat“ über Marx hinaus!, 1975
- Endzeitphänomene der Moderne, Deutsch-Europäische Studien, 1995
- Kann die SPD uns retten?, Deutsch-Europäische Studien, 1997
- Erlebnisse und Erkenntnisse auf Safaris im südlichen Afrika
- Die Mechanisierte Infanterie im globalen Einsatz, 2009
- Das Ganze ist doch das Wahre, Books on Demand, Norderstedt 2009[3],[4]